# Friedrich Wasmann
Rudolph Friedrich Wasmann (Amburgo, 8 agosto 1805 – Merano, 10 maggio 1886) è stato un pittore tedesco di stile Biedermeier.

## Biografia
A 17 anni Friedrich Wasmann iniziò un apprendistato presso il pittore amburghese Christoph Suhr. Dopo alcuni anni di apprendistato presso l'Accademia d'arte di Dresda e all'Accademia di Monaco, soggiornò per la prima volta a Merano, dove si fermò dapprima per due anni.

Dal 1832 al 1835 fu a Roma, dove frequentò artisti famosi come Bertel Thorvaldsen, Joseph Anton Koch, Friedrich Overbeck ed altri. A Roma si convertì al Cattolicesimo.

Dopo aver lavorato per altri sei anni tra Merano e Bolzano, dove era molto richiesto come ritrattista, ritornò ad Amburgo. Qui conobbe la sua futura sposa Emilie Krämer. Dopo il matrimonio, nel 1846, la giovane coppia si stabilì a Merano assieme alla matrigna di Emilie. Wasmann dipingeva, accanto ai ritratti ed agli schizzi paesaggistici, anche diverse opere religiose su commissione nello stile dei Nazareni. Una parte delle sue opere è esposta alla Hamburger Kunsthalle.

Wasmann ha scritto un'autobiografia, edita da Bernt Grönvold. Suo figlio Erich Wasmann divenne gesuita ed entomologo.